# ان‌جی‌سی ۵۹۲۵
ان‌جی‌سی ۵۹۲۵ (انگلیسی: NGC 5925) یک خوشه باز در صورت فلکی گونیا است.